# Karlebo
Karlebo – miasto w Danii, w regionie Stołecznym, w gminie Fredensborg.